# Cestrotus hennigi
Cestrotus hennigi är en tvåvingeart som först beskrevs av Lindner 1956.  Cestrotus hennigi ingår i släktet Cestrotus och familjen lövflugor.
Artens utbredningsområde är Tanzania. Inga underarter finns listade i Catalogue of Life.